# 4176 Судек
4176 Судек (4176 Sudek) — астероїд головного поясу, відкритий 24 лютого 1987 року.
Тіссеранів параметр щодо Юпітера — 3,205.
Названо на честь чеського фотографа Йозефа Судека, чеськ. Josef Sudek, (1896-1976).